# Stansted, Kent
Stansted är en ort och civil parish i grevskapet Kent i sydöstra England. Orten ligger i distriktet Tonbridge and Malling, cirka 8,5 kilometer nordväst om West Malling och cirka 10,5 kilometer nordost om Sevenoaks. Civil parishen hade 525 invånare vid folkräkningen år 2021.